# Державний театр ляльок Республіки Мордовія
Державний театр ляльок Республіки Мордовія (рос. Государственный театр кукол Республики Мордовия) — державний ляльковий театр у столиці Республіки Мордовія (Росія) місті Саранську, професіональний репертуарний театр із 70-літньою історією та власними традиціями. Театр є учасником багатьох оглядів та фестивалів, їхнім призером і дипломантом, постійно гастролює по Мордовії, а також у Московській, Нижньогородській, Пензенській та інших областях Росії. У своєму репертуарі він спирається на класичну казку і мордовський фольклор.

## Загальні дані
Державний театр ляльок Республіки Мордовія ляльок міститься у спеціально збудованій функціональній будівлі в центрі Саранська за адресою:
вул. Володарського, буд. 90а, м. Саранськ-430003 (Республіка Мордовія, Росія).
Гарно формлена, як зовні, так і всередині будівля театру має відносно невелику (як для Республіки), але затишну глядацьку залу — на 180 місць.
Директор театру — Заслужений артист Республіки Мордовія кандидат мистецтвознавства Євген Яковлевич Романовський, головний режисер-художній керівник закладу — Л. А Сидорина.

## З історії театру
Державний театр ляльок Мордовії виник у 1938 році на базі самодіяльної студії під керівництвом М. М. Махотина та Л. Ф. Махотиної-Міоні. Першими виставами новоствореного колективу були: «Гусеня» Н. Гернет, «Чарівна калоша» Г. Матвєєвої, «Каштанка» Є. Сперанського.
У 1948 році в театрі почав працювати перший професійний режисер (Н. Місюра) і перші професійні актори.
Проте тривалі роки колектив мордовських лялькарів працював як пересувний.
Відтак, роком другого народження театру вважається 1979 рік, коли театр отримав свій новий «дім» — стаціонарне спеціально збудоване приміщення по вулиці Володарського.
У 1970 році В. Я. Казаченко, тодішній головний режисер театру, поставив перший спектакль для дорослої авдиторії — «Божественна комедія» (І. Шток), яка мала значний успіх у саранської публіки.
Театр є Лауреатом Державної премії Мордовії 1984 року за постановку вистави «Головне бажання" (П. Висоцький).
Театр є учасником багатьох оглядів та фестивалів, їхнім призером і дипломантом. Так, улітку 2002 і 2003 років саранські лялькарі показували свою майстерність на фестивалі театральних капусників «Весела Коза» в Нижньому Новгороді, брали участь у фіно-угорських фестивалях для дітей та юнацтва «Божественна іскорка» (м. Сиктивкар, Республіка Комі), де були відзначені дипломами 1 ступеня: «За найкращу сценографію» — «Пригоди мисливця Дамая» (художник-постановник А. Альошкін), «За найкращу роботу художника» (художник-постановник головний художник театру М. Кочнєва).

## Чинний репертуар
У чинному репертуарі Державного театру ляльок Республіки Мордовія — постановки переважно для дітей, зокрема за казками, мордовськими і російськими, народів світу, літературними, творами дитячої літератури, вітчизняної та світової: «Пригоди мисливця Дамая», «Золота пряжа», «Червоненька квіточка» (за С. Аксаковим), «Чарівна лампа Аладдіна» та «Алі - баба і розбійники» (з арабських казок «1000 і 1 ночі»), «Гусеня», «Ще раз про Червону Шапочку», «Крихітка-Хавронька», «Казка про попа і робітника його Балду» (за мотивами казки О. С. Пушкіна), «Козенята та сірий вовк», «Золоте курча», «Буратіно летить на Місяць», «Сестриця Оленка та братик Іванко», «Чудеса в решеті», «Дикі лебеді», «Жадібний шах і вірні друзі» («Магома і Чилбік», за мотивами дагестанських народних казок), «Каліф - лелека» (за казкою В. Гауффа), «Лісовий автобиль», «Таємниця Новорічної ночі», «Солдатський казанок», «Колобок», «Дочка Віряви», «Кіт гусляр», «Черевички для Попелюшки», «Кресало» (за однойменною казкою Г.-Х. Андерсена), «Клаптики по завулкам» (Г. Остер), «Півник і соняшник», «Три ведмеді» (за однойменною казкою Л. М. Толстого), «Машенька і ведмідь», «Пригоди Вихрастика».